# 꽝찌성
꽝찌성(베트남어: Quảng Trị / 廣治省)은 베트남 북쪽 중앙 해안에 있는 성이다. 성도는 동하이다. 1954년~1975년 사이에는 베트남 공화국(월남)의 최전방 지역이었으며, 이 성의 북쪽을 흐르는 벤하이강을 따라 월남과 월맹을 가르는 군사분계선이 설치되었다.
‘꽝찌’라는 말은 한월어 광치(廣治)의 베트남어 발음에서 유래한 것이다.

## 역사
바로 선사시대에는 꽝찌의 저지대와 베트남 중부 전체가 참파가 점령하여 말레이폴리네시아어를 사용하였고, 홍강을 따라 북쪽으로 베트남인과 문화적으로 구별되었다. 진은 기원전 3세기 말에 현재의 중부 베트남의 일부를 정복했고, 수세기 동안 지방 행정 구역이었던 교주의 일부인 일남군을 통해 이 지역의 토착민들을 관리했다. 2세기에 참족의 반란으로 중국의 지배가 전복되고 지방 정부가 다시 세워졌다.
14, 15세기부터 참족은 베트남군에 의해 이 지역에서 패배하였고, 베트남 민족은 도망치지 않은 참족들을 점차 추방하거나 흡수하였다. 시간이 지남에 따라 그 지역에서 뚜렷한 베트남의 지방적이고, 문화적인 하위 집단으로 발전했다. 그 지역은 1874년까지 프랑스에 의해 점령되었다. 1887년에 프랑스령 인도차이나, 즉 안남 보호령의 일부가 되었다.
1954년 베트남이 남북으로 분단되자, 꽝찌성 지역은 베트남 공화국의 최북단 지방이 되었다. 1964년부터 이 지방은 점차 미군 기지의 중심지가 되었으며, 특히 제3해병사단이 비무장지대 바로 남쪽 기지로 이동한 1966년 10월 이후 더욱 그러했다. 1966년 북베트남군이 북부를 점령하고 더 깊은 곳으로 밀고 들어가기 시작했다. 지방의 수도인 꽝찌시는 1967년 4월 공산군에 의해 잠시 점령당했으며, 1968년 4월 북베트남군에 의해, 다시 남베트남군에 의해 남베트남 정부와 미군에 의해 재탈환되기 전 잠시 동안 점령되었을 때 주요 전장이었다.
케산 전투(1968년)는 북베트남이 꽝찌성 전체를 점령하기 위한 꾸준한 노력의 일환이었다. 1968년 7월 케사인에서 후퇴한 이후, 북베트남은 전 지방을 점령하기 위한 노력을 계속했다. 1972년 북베트남 공세의 가장 주목할 만한 업적은 1972년 6월부터 9월까지 남베트남 반격 때 획득한 영토의 상당부분을 잃었지만, 꽝찌(제1차 꽝찌 전투)를 점령한 것이었다.
1999년 이후, 마인즈 자문 그룹(MAG International)은 꽝찌성과 인접한 꽝빈성에서 운영을 유지하여 베트남에서 유일한 민간 인력 감축 및 불발탄 제거 작업을 제공하고 있다. 지뢰가 제거된 지역을 천천히 재건하는 것은 지뢰제거-다시심기 모델에서 MAG와 협력하고, 지역을 개간하고, 지역 농부들과 함께 고부가가치 작물을 심기 위해 일하는 단체는 평화의 뿌리(Roots of Peace)이다.

## 지리
베트남의 중북부 해안 지역에 위치한 북쪽으로는 꽝빈성, 남쪽으로는 후에시이 서쪽으로는 라오스의 사반나케트주와 접경하고 있다. 동쪽으로는 75km에 이르는 해안선이 있다. 좁은 산록 해안 평원을 제외하면 지형은 언덕과 안남산맥이 지배하고 있다.
가파른 비탈과 날카로운 산마루, 좁은 계곡으로 특징지어지는 고지대는 주로 울창한 활엽 상록수 숲으로 덮여 있다. 봉우리의 높이는 대부분 1200m에서 2100m에 이르지만 일부는 2400m를 넘어서기도 한다. 동쪽의 고지를 끼고 있는 좁은 해안 평야는 바위투성이의 곶을 가지고 있으며 모래언덕의 허리띠와 토양이 적합한 지역의 논으로 이루어져 있다. 고원의 유역 분수계에 해당하는 산봉오리에서, 시냇물은 동해를 향해 동쪽 또는 라오스나 캄보디아 방향인 서쪽으로 흐른다. 동쪽으로 흐르는 이 물들은 바위 밑 깊은 골짜기를 지나 해안 평원에 도달할 때까지 짧은 경로를 흘러간다. 서쪽으로 흐르는 시냇물은 더 긴 흔적을 따르는데, 때로는 계절에 따라 홍수가 날 수 있는 깊은 협곡을 통해 흐른다.
벤하이강은 안남산맥에서 발원하며, 북위 17도 부근을 대략 동쪽 방향으로 흐르고, 동해로 직접 빠져 나간다. 길이는 약 100km에 이르며, 폭은 넓은 곳에서는 약 200m에 달한다. 하구는 꽝찌성 졸린현과 찌에우퐁현을 가르는 경계가 된다.
날씨는 광범위한 기온과 강우량을 특징으로 하며, 남서 몬순(5~9월)에는 덥고 건조한 남서풍이 불고, 장마철(11~3월 중순)에는 훨씬 시원한 습한 날씨를 보인다. 연평균기온은 24°C지만 장마철에는 기온이 7°C까지 떨어질 수 있다.

## 행정 구역

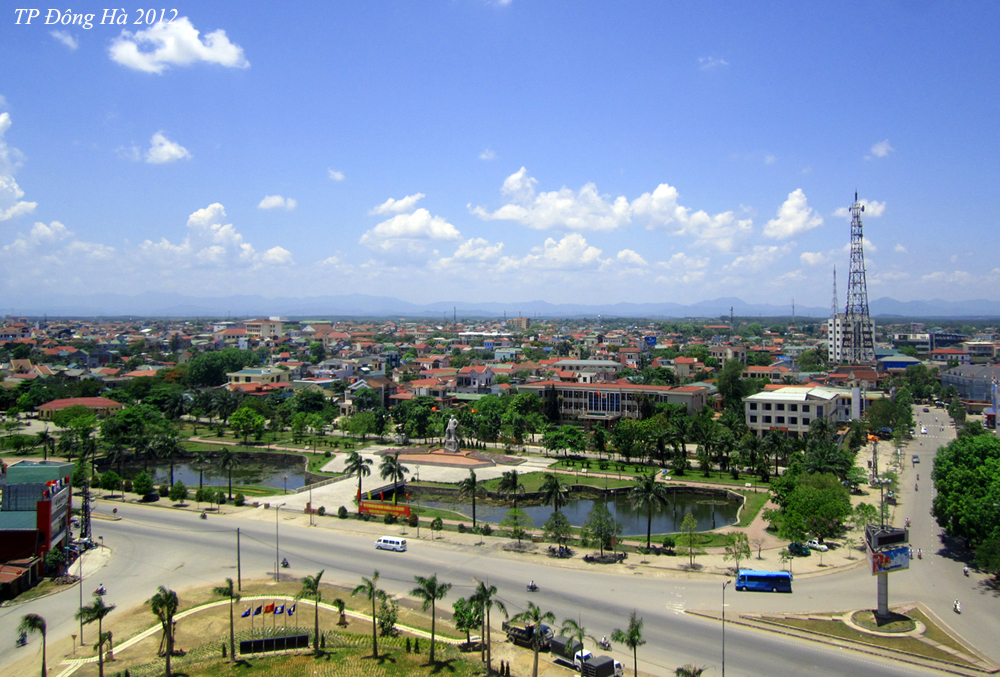
동하시의 시내 정경

꽝찌성에는 1개 시, 1개 시사, 8개 현이 있다.

### 시
- 동하시 (Đông Hà / 東河)

### 시사
- 꽝찌 시사 (Quảng Trị / 廣治)

### 현
| 명칭         | 베트남어          | 한자   |
| ------------ | ----------------- | ------ |
| * 깜로현     | Huyện Cam Lộ      | 甘露縣 |
| * 꼰꼬현     | Huyện Cồn Cỏ      | 𡑱𦹵縣 |
| * 다끄롱현   | Huyện Đa Krông    | -      |
| * 졸린현     | Huyện Gio Linh    | 由靈縣 |
| * 하일랑현   | Huyện Hải Lăng    | 海陵縣 |
| * 흐엉호아현 | Huyện Hướng Hóa   | 向化縣 |
| * 찌에우퐁현 | Huyện Triệu Phong | 肇豐縣 |
| * 빈린현     | Huyện Vĩnh Linh   | 永靈縣 |

## 인구 통계

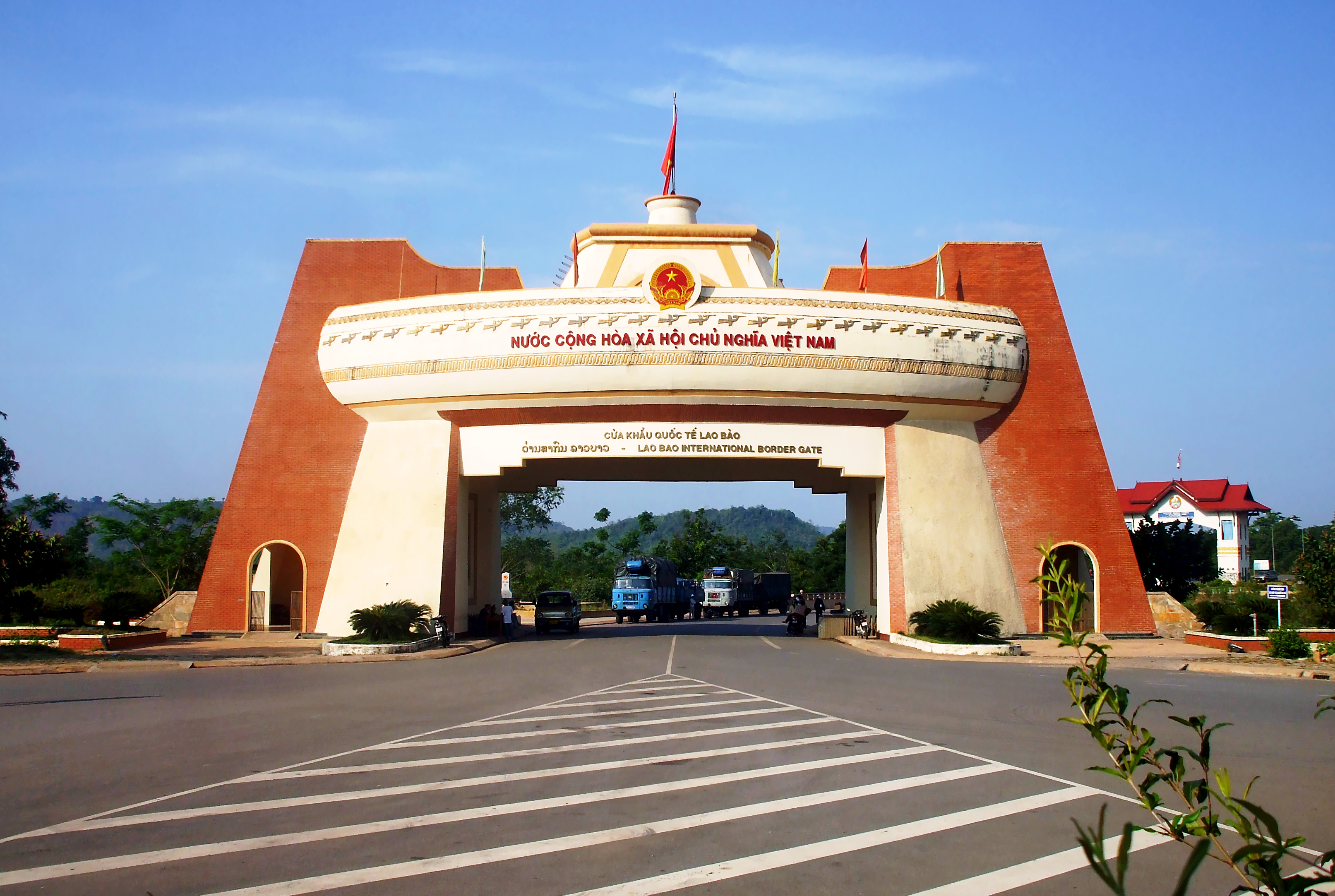
라오바오 국경 관문

2019년 4월 1일을 기준으로 꽝찌성의 인구는 632,375명이다. 꽝찌성 전체는 136,743 가구로 가구당 평균 4.4명의 인구를 가진다. 도시 인구는 195,413명으로 30.9%를 차지한다. 자연 인구 증가율은 0.55명 증가했다. 꽝찌성 전역의 인구는 연평균 5,000-6,000명씩 증가한다. 꽝찌성은 또한 거의 70만 명의 인구를 가진 북중앙 지역에서 가장 인구가 적은 지방이다.
성별 인구는 여성이 50.4%, 남성이 49.6%를 차지하고 있으며, 연령대별로는 0-59세까지 약 90.9%가 젊은 인구 구조를 보인다. 특히 15세 미만 인구가 37.9%를 차지하고 있다는 것을 알 수 있다. 꽝찌성의 인구밀도는 126.7명/km2로 전국 다른 성과 도시에 비해 낮다. 인구는 지역 간에 균등하게 분포되지 않고, 꽝찌와 같은 도시, 시사, 현에 집중되어 있다. 꽝찌성 평균이 308명/km2이지만, 동하 시사는 1,157명/km2으로 가장 많고, 다끄롱현은 29명/km2으로 가장 적으며, 흐엉호아현은 64명/km2이다. 지역간 인구 분포가 고르지 않은 것은 교통, 전기, 수도, 관개, 학교, 보건소 건설에 큰 영향을 미친다.
2019년 4월 1일 기준으로, 꽝찌성의 종교인은 86,363명에 달하며, 대부분인 불교가 52,881명, 천주교가 25,720명, 개신교 신자도 7,750명에 달했다. 신흥 종교는 베트남 순수불교와 같은 나머지 종교는 5명으로 각각 이슬람교, 호아하오교, 히에우응이어(好義道) 각 종교는 1명뿐이다.

## 교통
꽝찌성의 남북으로 국도 1A가 통과한다. 베트남-라오스 도로도 꽝찌성의 서남쪽을 통과하며, 국도 1A와 분기점이 있다. 베트남 남북선 철도는 꽝찌성을 경유한다.
꽝찌 공항은 동하시에서 북쪽으로 7km 떨어진 곳에 건설될 예정이다. 2015년부터 운항할 예정이었지만, 계획이 계획이 지연되어 2020년으로 미뤄졌다.

## 관광

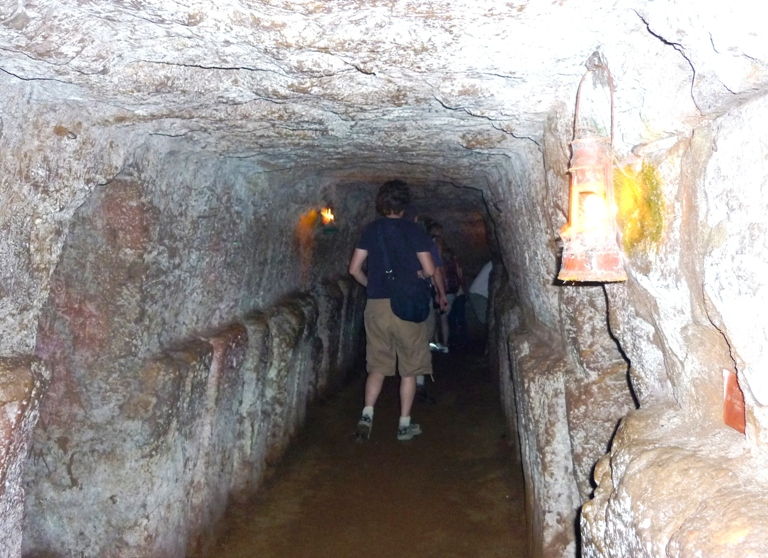
빈목 터널

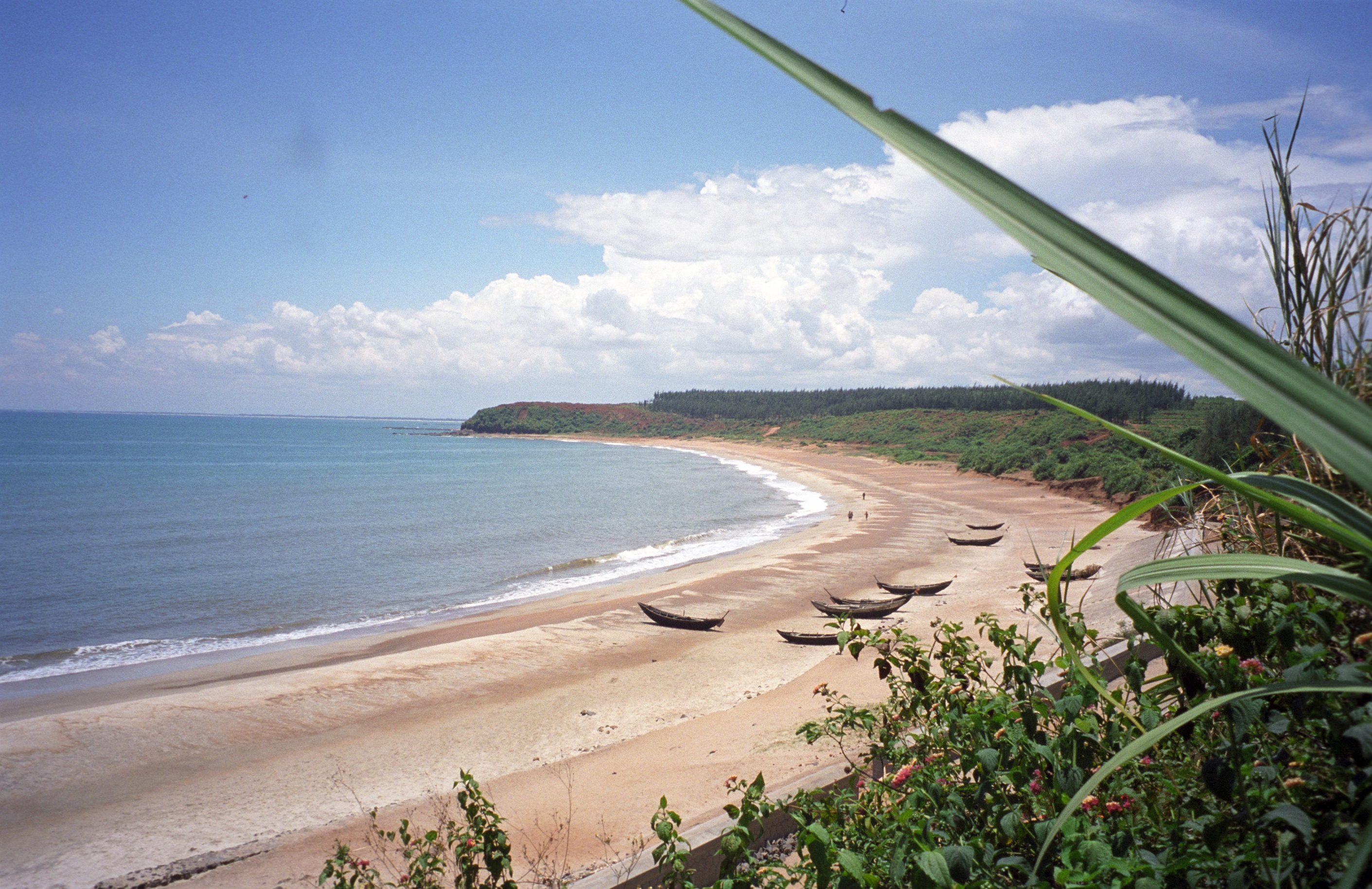
끄어뚱 해변

베트남 전쟁 시기 꽝찌성은 미군의 폭격을 가장 많이 당한 지역이었다. 오늘날 꽝찌성에는 베트남 전쟁과 관련된 많은 장소, 역사적 기념물의 본거지로서 많은 관광 잠재력을 가지고 있다.
- 호찌민 트레일

베트남 전쟁 당시 북베트남군이 남베트남을 공격하기 위해 라오스 그리고 캄보디아 영토를 경유하여 병력과 군수품을 이동시키던 경로이다. 호찌민 루트라는 명칭으로도 많이 불린다.
- 꽝찌성

특별 국가 유적지로 꽝찌 시사 중심부에 위치해 있다. 자롱 황제 통치기의 기록에 의하면, 꽝찌성은 띠엔끼엔방으로 건설되었다. 이 성채는 원래 토성으로 건설되었으나, 1837년 민망 황제 통치기에 벽돌로 다시 지었다. 베트남 전쟁 중인 1972년 부활절 공세 때에는 치열한 전장이었다.
- 쯔엉선 묘지

호찌민 트레일에서 사망한 베트콩 전사들의 묘지로 주로 현지인들이 찾는 곳이다.
- 빈목 터널

구찌 터널과 함께 가장 유명한 지하 땅굴 중 하나로 꽝찌성은 베트남 전쟁 당시 미군이 가장 많은 폭격을 퍼부었던 곳이다. 그 폭격을 피해 현지 주민들이 지하 30m에 구축한 땅굴이다.
- 끄어뚱 해변

빈린현 끄어뚱 시진에 위치해 있는 해변이다.
- 끄어비엣 항구

졸린현 끄어비엣 시진에 위치한 항구이다. 베트남 전쟁 당시에는 미군의 주요 보급항이었고, 현재는 아시안 하이웨이를 따라 발전 가능성이 큰 항구이다. 베트남, 라오스 및 태국 사이의 편리한 상품 운송이 가능한 정점이 있다. 베트남 국영 조선 그룹 비나신에게 소유가 이전되었으며, 이곳을 중앙의 주요 항구에 연결하기 위한 프로젝트를 진행하고 있다.

## 갤러리

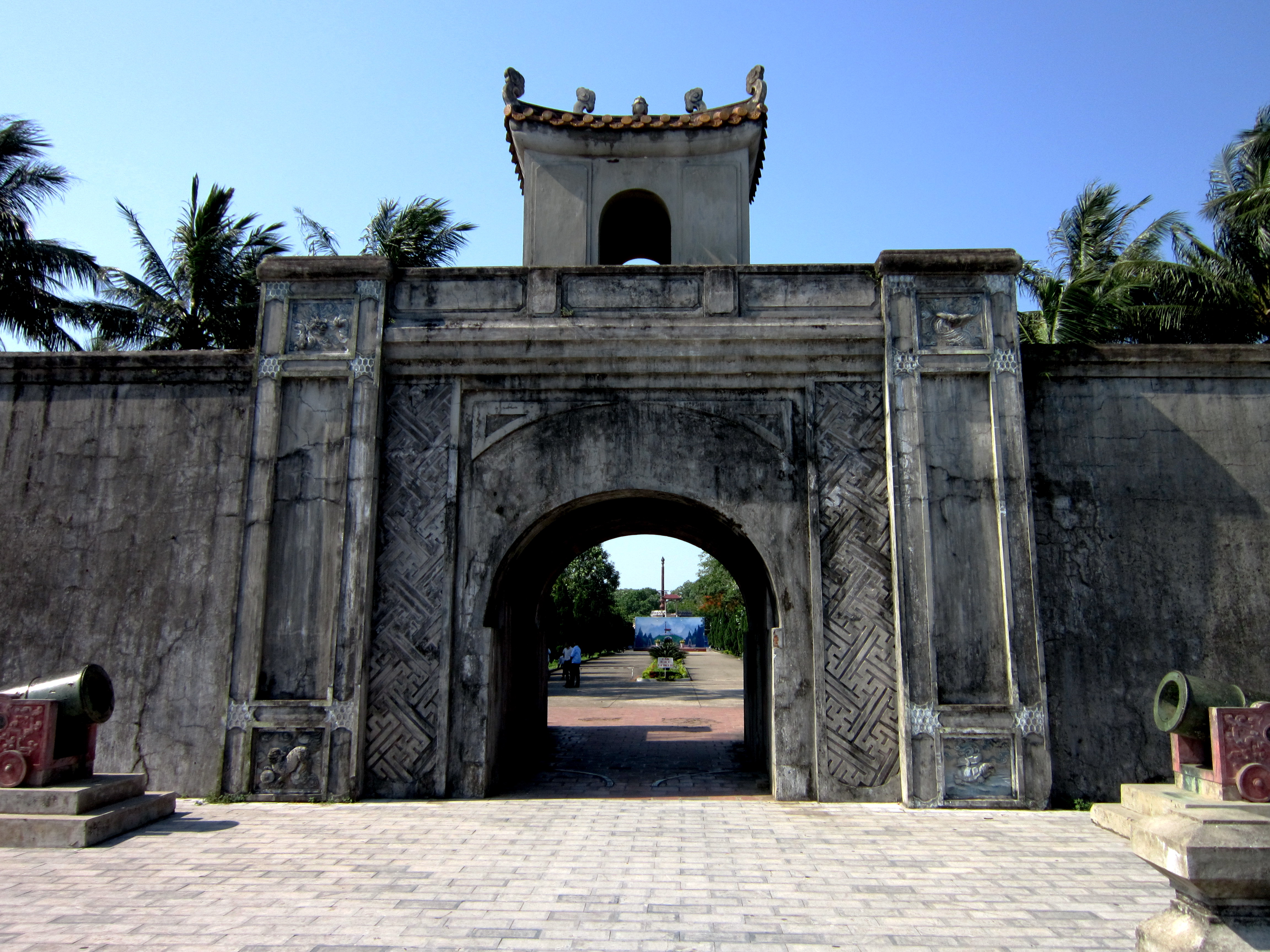
꽝찌성
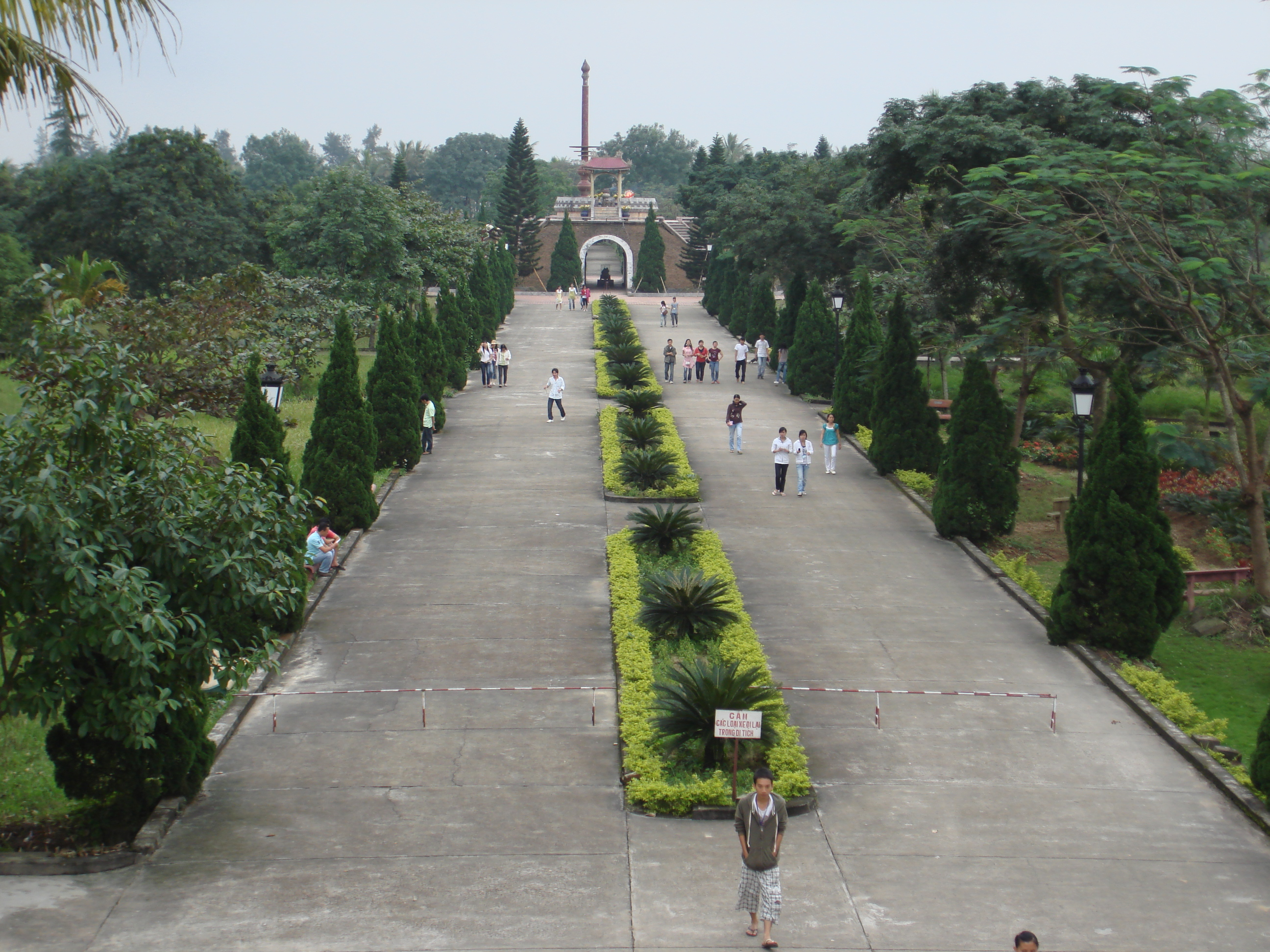
꽝찌성으로 통하는 길
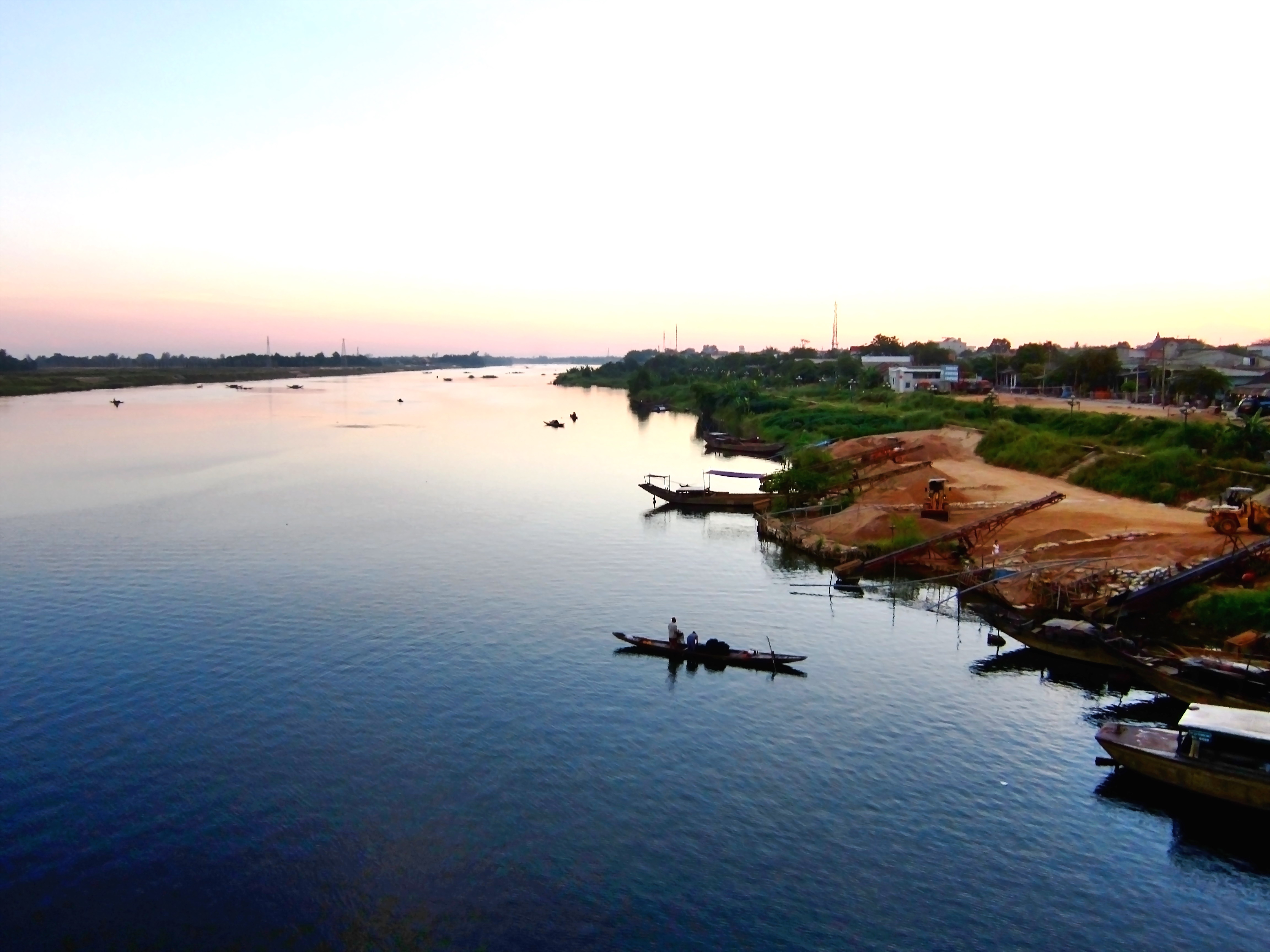
탁한강
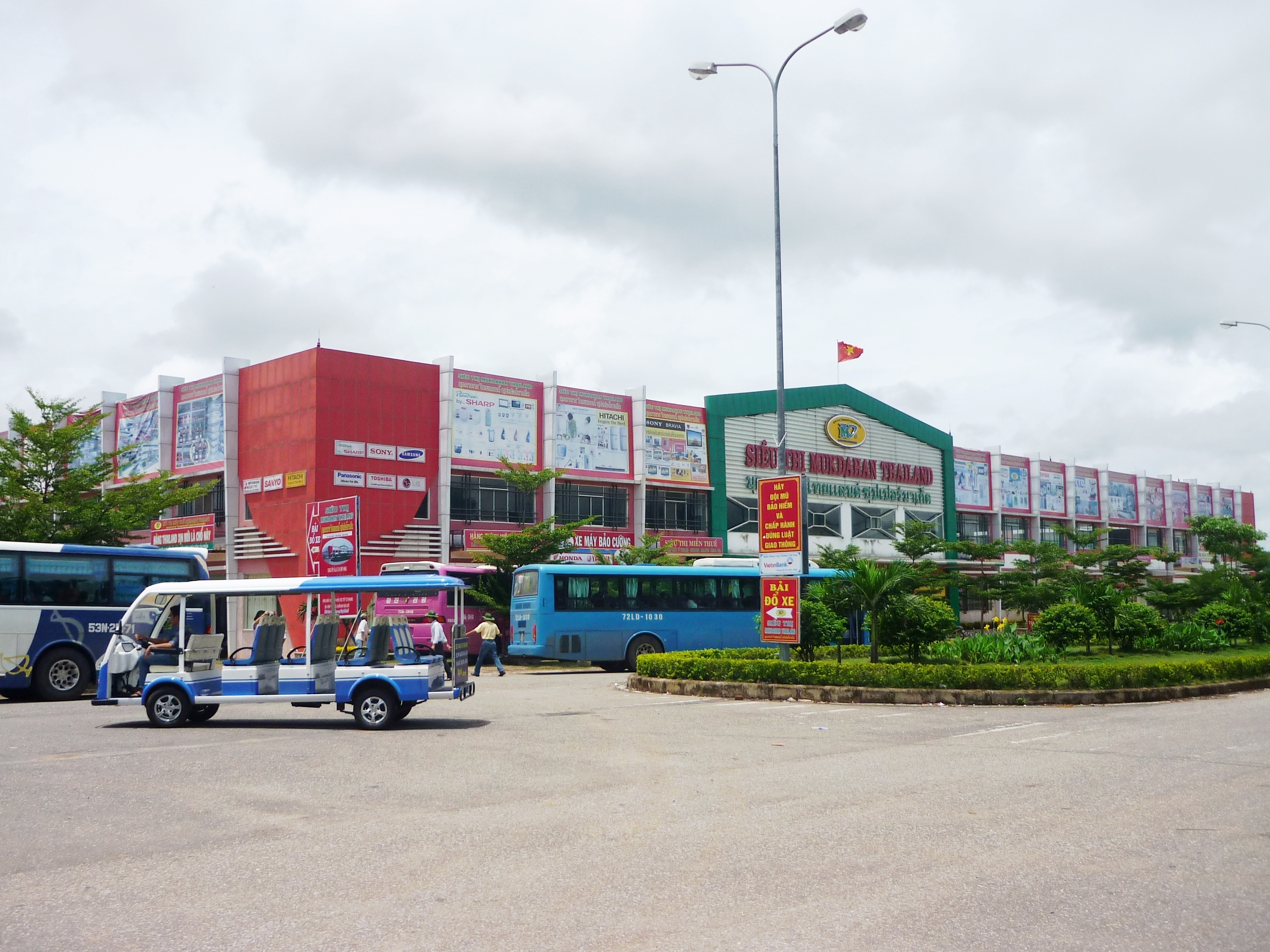
라오바오 경제 특구의 쇼핑몰

## 같이 보기
- 벤하이강